# Bob ai XIV Giochi olimpici invernali - Bob a due maschile
La gara di bob a due maschile ai XIV Giochi olimpici invernali si è disputata il 10 febbraio e l'11 febbraio a Trebević.

## Atleti iscritti
| America (6)                                                         | America (6)                                                       | America (6)                                                      |
| ------------------------------------------------------------------- | ----------------------------------------------------------------- | ---------------------------------------------------------------- |
| - Canada (2)                                                        | - Stati Uniti (4)                                                 |                                                                  |
| Asia (8)                                                            |                                                                   |                                                                  |
| - Giappone (4)                                                      | - Taipei cinese (4)                                               |                                                                  |
| Europa (42)                                                         |                                                                   |                                                                  |
| - Austria (4) - Francia (2) - Germania Est (4) - Germania Ovest (4) | - Italia (4) - Jugoslavia (4) - Paesi Bassi (2) - Regno Unito (4) | - Romania (4) - Svezia (2) - Svizzera (4) - Unione Sovietica (4) |

## Risultati
| Pos. | Nazione             | Atleti                                     | Manche1 | Manche2 | Manche3 | Manche4 | Totale  | Distacco |
| ---- | ------------------- | ------------------------------------------ | ------- | ------- | ------- | ------- | ------- | -------- |
|      | Germania Est II     | Wolfgang Hoppe Dietmar Schauerhammer       | 51.51   | 51.93   | 51.06   | 51.06   | 3:25.56 |          |
|      | Germania Est I      | Bernhard Lehmann Bogdan Musiol             | 51.59   | 51.94   | 51.15   | 51.36   | 3:26.04 | +0.48    |
|      | Unione Sovietica II | Zintis Ėkmanis Vladimir Aleksandrov        | 51.56   | 52.10   | 51.24   | 51.26   | 3:26.16 | +0.60    |
| 4    | Unione Sovietica I  | Jānis Ķipurs Aivars Šnepsts                | 52.06   | 51.92   | 51.30   | 51.14   | 3:26.42 | +0.86    |
| 5    | Svizzera I          | Hans Hiltebrand Meinrad Müller             | 51.73   | 52.21   | 51.35   | 51.47   | 3:26.76 | +1.20    |
| 6    | Svizzera II         | Ralph Pichler Rico Freiermuth              | 52.21   | 52.21   | 51.84   | 51.97   | 3:28.23 | +2.67    |
| 7    | Italia I            | Guerrino Ghedina Andrea Meneghin           | 52.40   | 52.46   | 51.82   | 52.41   | 3:29.09 | +3.53    |
| 8    | Germania Ovest I    | Anton Fischer Hans Metzler                 | 52.29   | 52.25   | 52.18   | 52.46   | 3:29.18 | +3.62    |
| 9    | Italia II           | Marco Bellodis Stefano Ticci               | 52.69   | 52.73   | 52.28   | 52.32   | 3:30.02 | +4.46    |
| 10   | Gran Bretagna II    | Gomer Lloyd Peter Brugnani                 | 52.80   | 52.73   | 52.26   | 52.57   | 3:30.36 | +4.80    |
| 11   | Germania Ovest II   | Andreas Weikenstorfer Hans-Jürgen Hartmann | 52.31   | 53.05   | 52.60   | 52.45   | 3:30.41 | +4.85    |
| 12   | Austria I           | Walter Delle Karth Hans Lindner            | 52.61   | 53.01   | 52.33   | 52.64   | 3:30.59 | +5.03    |
| 13   | Austria II          | Peter Kienast Christian Mark               | 52.79   | 52.97   | 52.42   | 52.47   | 3:30.65 | +5.09    |
| 14   | Canada I            | Alan MacLachlan Robert Wilson              | 52.77   | 53.04   | 52.14   | 52.79   | 3:30.74 | +5.18    |
| 15   | Stati Uniti I       | Brent Rushlaw James Tyler                  | 53.01   | 52.99   | 52.35   | 52.40   | 3:30.75 | +5.19    |
| 16   | Paesi Bassi I       | Job van Oostrum John Drost                 | 52.86   | 53.58   | 52.79   | 52.76   | 3:31.99 | +6.43    |
| 17   | Stati Uniti II      | Frederick Fritsch Wayne DeAtley            | 53.47   | 53.32   | 52.63   | 52.78   | 3:32.20 | +6.64    |
| 18   | Romania II          | Ion Duminicel Costel Petrariu              | 53.18   | 53.26   | 52.63   | 53.29   | 3:32.36 | +6.80    |
| 19   | Svezia I            | Carl-Erik Eriksson Nils Stefansson         | 53.13   | 53.56   | 53.04   | 52.88   | 3:32.61 | +7.05    |
| 20   | Giappone I          | Hiroshi Okachi Yuji Yaku                   | 53.29   | 53.37   | 53.15   | 53.15   | 3:32.96 | +7.40    |
| 21   | Gran Bretagna I     | Tom De La Hunty Peter Lund                 | 53.17   | 53.34   | 53.53   | 53.09   | 3:33.13 | +7.57    |
| 22   | Jugoslavia II       | Zdravko Stojnić Siniša Tubić               | 53.76   | 54.09   | 52.82   | 53.35   | 3:34.02 | +8.46    |
| 23   | Romania I           | Dorin Degan Cornel Popescu                 | 53.90   | 53.57   | 53.18   | 53.41   | 3:34.06 | +8.50    |
| 24   | Jugoslavia I        | Boris Rađenović Nikola Korica              | 53.85   | 54.01   | 53.05   | 53.22   | 3:34.13 | +8.57    |
| 25   | Taipei cinese I     | Wu Dien-Cheng Chen Chin-San                | 53.92   | 53.64   | 53.08   | 53.71   | 3:34.35 | +8.79    |
| 26   | Taipei cinese II    | Wu Chung-Chou Hwang Chi-Fang               | 54.53   | 54.12   | 53.35   | 53.44   | 3:35.44 | +9.88    |
| 27   | Giappone II         | Yuji Funayama Satoshi Sugawara             | 54.52   | 54.23   | 53.50   | 53.88   | 3:36.13 | +10.57   |
|      | Francia I           | Gérard Christaud-Pipola Patrick Lachaud    | DNF     |         |         |         |         |          |